# Mujeres asesinas (serie de televisión italiana)
Mujeres asesinas (en italiano Donne assassine) es la adaptación italiana de la serie de televisión argentina Mujeres asesinas. Se emite desde mediados de 2009 por Rai Uno, y fue grabada durante el 2008 con actores argentinos e italianos en lugares de ambos países.
La transmisión de la primera temporada corrió por cuenta de la cadena FOX a través de su canal Fox Crime, en horario estelar durante finales del mismo año. Los episodios italianos fueron grabados en español en Argentina y doblados al italiano posteriormente. Fue realizada con técnicos y actores de ambas naciones.

## Capítulos
| n.º | Título     | Actriz                    | Basado en                                   |
| --- | ---------- | ------------------------- | ------------------------------------------- |
| 1   | Chiara     | Sandra Ceccarelli         | Clara, la fantasiosa                        |
| 2   | Marta      | Violante Placido          | Marta Bogado, madre                         |
| 3   | Anna Maria | Caterina Murino           | Ana María Gómez Tejerina, asesina obstinada |
| 4   | Patrizia   | Martina Stella            | Patricia, vengadora                         |
| 5   | Lisa       | Ana Caterina Morariu      | Lisa, la soñadora                           |
| 6   | Margherita | Valentina Cervi           | Margarita Herlein, probadora de hombres     |
| 7   | Laura      | Marina Suma y María Abadi | Laura E., encubridora                       |
| 8   | Veronica   | Sabrina Impacciatore      | Marta Odera, monja                          |